# فيروس رنا مفرد السلسلة موجب الاتجاه

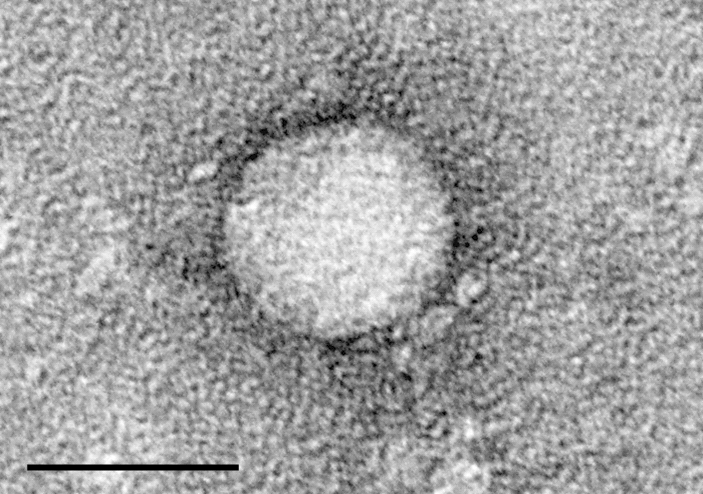
صورة بالمجهر الإلكتروني لفيروس إلتهاب الكبد سي، وهو فيروس رنا مفرد السلسلة موجب الاتجاه.

فيروس الرنا مفرد السلسلة موجب الاتجاه (بالإنجليزية: positive-sense single-stranded RNA virus)‏ هو فيروس يستخدم جزيئة رنا مفردة السلسلة موجبة الاتجاه كمادة حاملة لمعلوماته الوراثية. تصنف فيروسات الرنا مفردة السلسلة إلى فيروسات موجبة أو سالبة حسب اتجاه أو قطبية الرنا. جينوم الرنا الفيروسي موجب الاتجاه يمكن أن يعمل كرنا رسول ويمكن أن يُترجم إلى بروتين في خلية المضيف. تنتمي فيروسات الرنا مفردة السلسلة موجبة الاتجاه إلى المجموعة 4 في تصنيف بلتيمور، وتشكل جزءا كبيرا من الفيروسات المعروفة، بما في ذلك المُمْرِضات مثل: فيروس التهاب الكبد سي، فيروس غرب النيل، فيروس الضنك، وفيروسي كورونا: سارس وميرس، وكذلك المُمْرضات الأقل خطورة سريريا مثل الفيروس الأنفي الذي يسبب الزكام.

## التضاعف
تملك فيروسات الرنا مفردة السلسلة موجبة الاتجاه مادة وراثية يمكنها العمل كجينوم وكرنا رسول، حيث يمكن ترجمتها مباشرة إلى بروتين في خلية المضيف بواسطة ريبوسوماتها. أول البروتينات التي يتم التعبير عنها بعد الإصابة بالعدوى تعمل على مضاعفة الجينوم الفيروسي، وتقوم بتوظيف سلسلة الجينوم الفيروسية موجبة الاتجاه في مركبات التضاعف الفيروسية (VRCs) التي تتشكل مرتبطة مع أغشية داخل خلوية. تحتوي مركبات التضاعف الفيروسية على بروتينات من الفيروس ومن خلية المضيف، ويمكن أن ترتبط بأغشية عضيات متنوعة غالبا ما تكون الشبكة الإندوبلازمية الخشنة، لكن يمكن أن ترتبط بأغشية من المتقدرات، الفجوات العصارية، جهاز غولجي، البلاستيدات الخضراء، البيروكسيات، الأغشية الخلوية، أغشية الجسيمات البلعمية الذاتية، والأحياز السيتوبلازمية الجديدة. يبدأ تضاعف جينوم الرنا مفرد السلسلة الموجب عبر وسائطِ رنا مزدوج السلاسل والهدف من التضاعف في هذه الانغمادات الغشائية هو ربما تجنب الاستجابة الخلوية لتواجد سلسلة رنا مزدوجة. في العديد من الحالات يتم إنشاء جزيئات رنا رسول جينومية فرعية أثناء التضاعف. بعد الإصابة بالعدوى، يمكن أن تتحول كامل ماكينة الترجمة في الخلية المضيفة إلى إنتاج البروتينات الفيروسية وذلك نتيجة ألفة الريبوسومات العالية جدا لعناصر موقع دخول الريبوسوم الداخلي (أيريس:IRES) الخاصة بالرنا الفيروسي، لدى بعض الفيروسات مثل الفيروسة السنجابية والفيروس الأنفي يُعطَّل تخليق البروتينات أكثر بواسطة ببتيدازات تقوم بتفكيك المكونات المطلوبة لبدء ترجمة الرنا الخلوي.
تُشفِّر جميع جينومات فيروسات الرنا مفردة السلسلة موجبة الاتجاه بوليميراز الرنا المعتمد على الرنا (RdRP) وهو بروتين فيروسي يُخلِّق الرنا انطلاقا من قالب رنا. من بروتينات خلية المضيف التي توظفها فيروسات الرنا المفردة الموجبة أثناء التضاعف: البروتينات المرتبطة بالرنا، بروتينات الشابرون، وبروتينات إعادة بناء الغشاء وتخليق الليبيدات والتي تشارك جماعيا في استغلال مسار الإفراز الخلوي من أجل تضاعف الفيروس.